# Immeuble

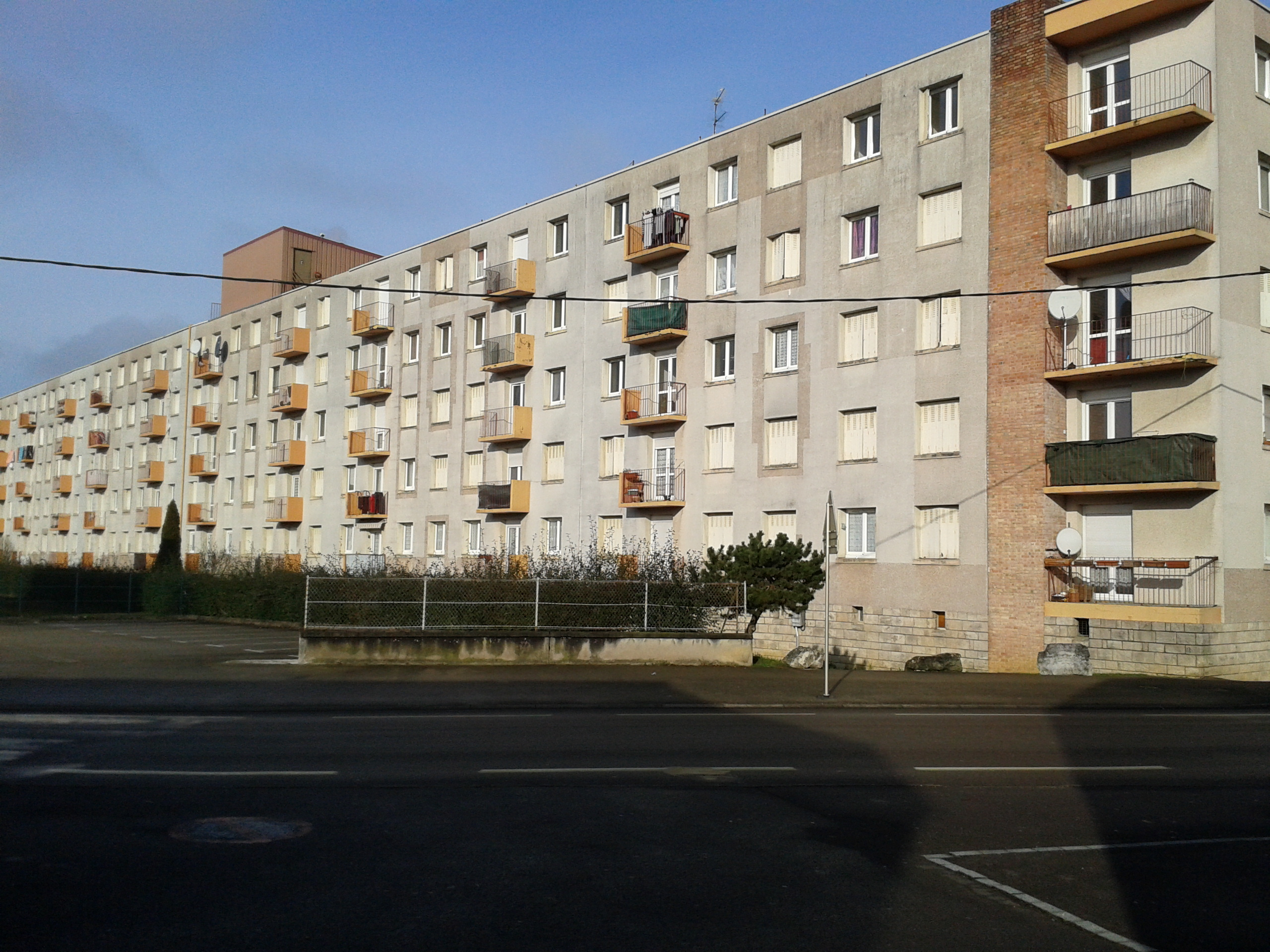
Un immeuble d'habitation à Vesoul.

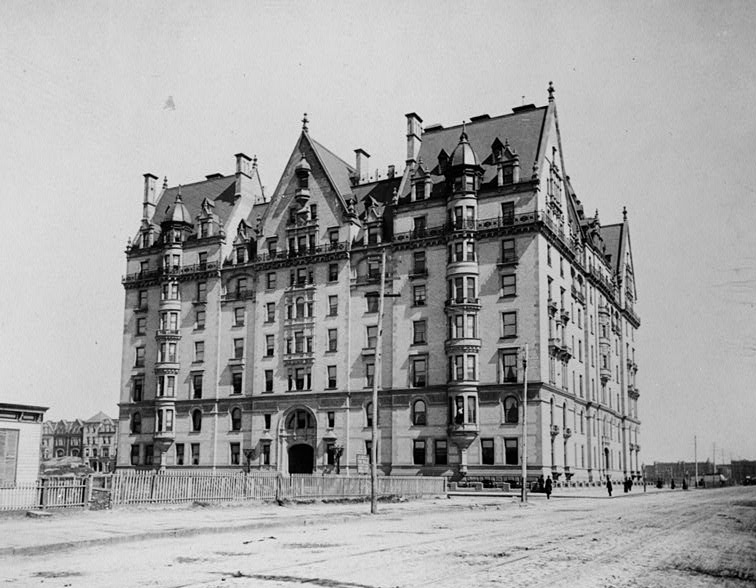
Immeuble Dakota Building construit à Manhattan, New York, États-Unis, vers 1880 (musée de la ville de New York).

Un immeuble est, dans son sens courant, un bâtiment de plusieurs étages, qui peut être conçu pour assurer aussi bien des fonctions résidentielles, administratives (privées ou publiques), d'enseignement (écoles, universités), de soins (hôpitaux, cliniques), commerciales, financières ou hôtelières.
Étant donné sa structure multi-étage, un immeuble comprend souvent plusieurs utilisateurs, qu’ils soient locataires ou copropriétaires. L'immeuble d'habitation, par exemple, se différencie de la maison, qui ne comprend qu'un seul foyer ou ménage. Il comprend plusieurs unités d’habitation appelées appartements.
La circulation entre les étages se fait par l'intermédiaire d'une cage d'escalier et souvent d'un ou plusieurs ascenseurs.

## Histoire
Dès la Rome antique apparaissent des immeubles appelés insulae, qui accueillent généralement des ateliers et des boutiques aux rez-de-chaussée et des appartements dans les étages. Hauts de 5 à 6 ou 7 étages, ces immeubles sont construits et possédés par des propriétaires qui les divisent en portions à louer et qui spéculent très souvent sur les prix. Construites en bois et en brique sèche, les insulae sont parfois de construction fragile, ce qui expose les habitants aux effondrements ou aux incendies (la densité des pâtés de maisons permettant aux flammes de se communiquer facilement d'immeuble en immeuble). À la fin de la République romaine, la grande majorité des habitants de Rome vivent dans des insulae plutôt que dans des domus (maisons).

## Au sens juridique
Le terme « immeuble » s'oppose à meuble, et a un sens plus général : l'immeuble constitue une catégorie de biens regroupant principalement tout ce qui ne peut être déplacé (sol, arbre, bâtiment, composante fixée de façon permanente…).
En France, les biens immeubles sont juridiquement définis aux articles 517 à 526 du Code civil.
Par conséquent, au sens juridique, sont considérés comme immeubles les terrains construits ou non construits, et les édifices avec ou sans étage.
Par exemple les bois de haute futaie arrivés à maturité sont considérés déjà dans l'ancien droit comme immeubles.

## Catégorisation
Sur le plan de l’usage, on distingue les immeubles d'habitation, les immeubles de bureaux, les immeubles industriels, les immeubles gouvernementaux, etc.
Sous l’aspect structurel[réf. nécessaire], on distingue en particulier les gratte-ciel, immeubles d'une hauteur importante.

Différents types d'immeubles
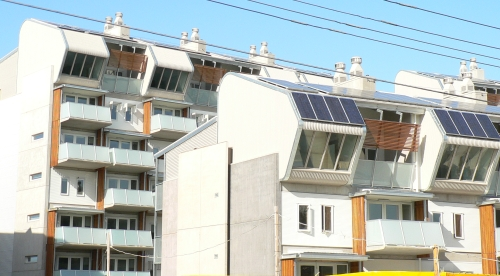
Immeuble australien intégrant certains critères de Haute qualité environnementale.
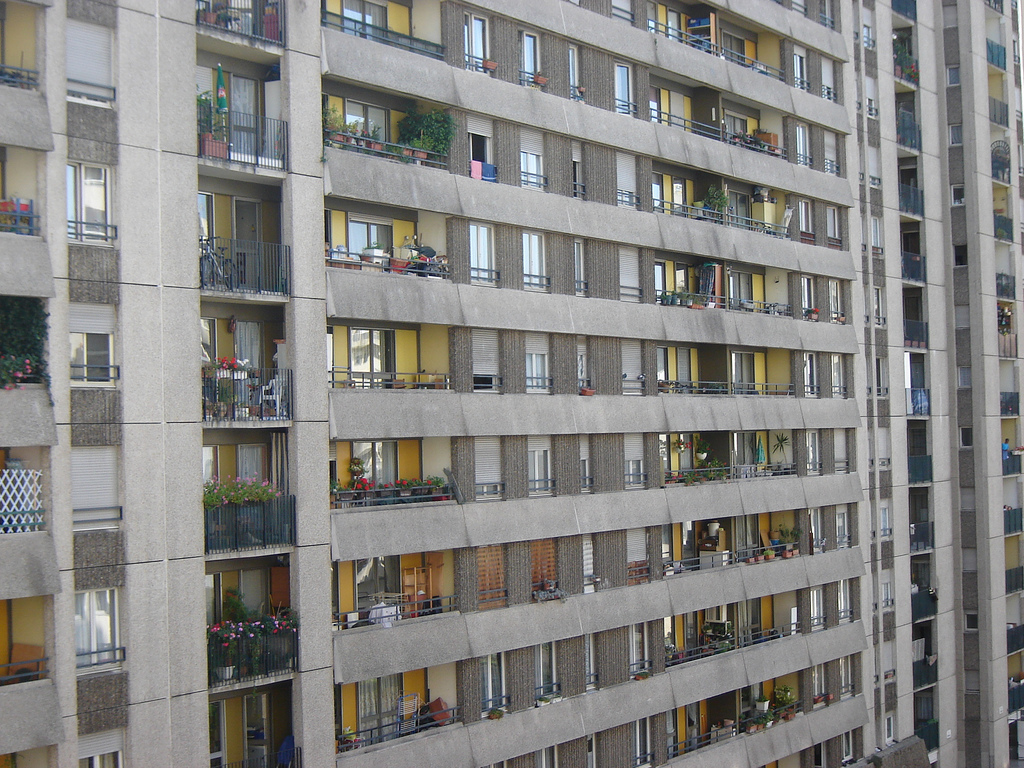
Immeuble, en banlieue parisienne (Boulogne-Billancourt, France).
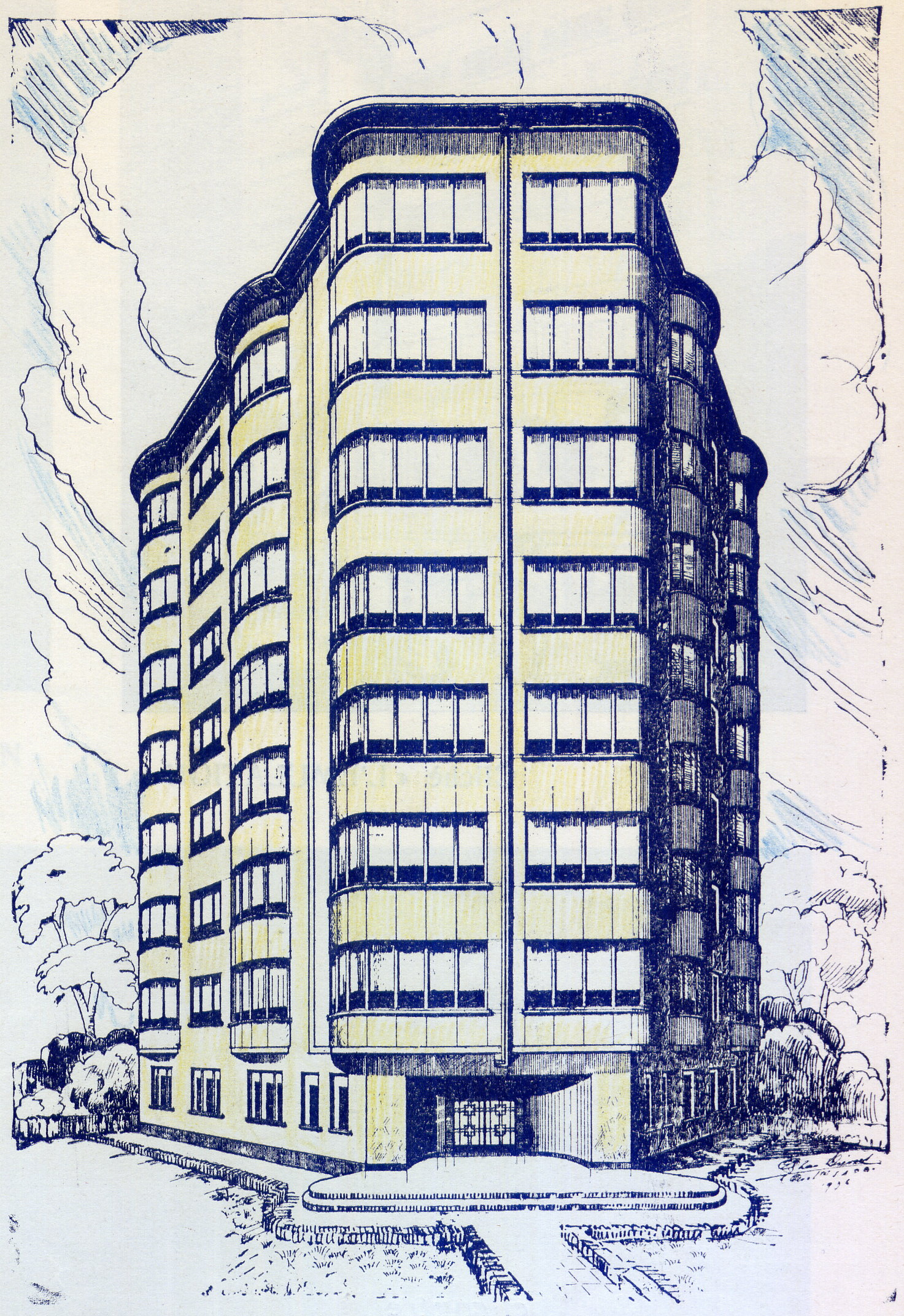
Projet d'immeuble, Quartier des Nations à Bruxelles, architecte Léon van Dievoet, 1936.
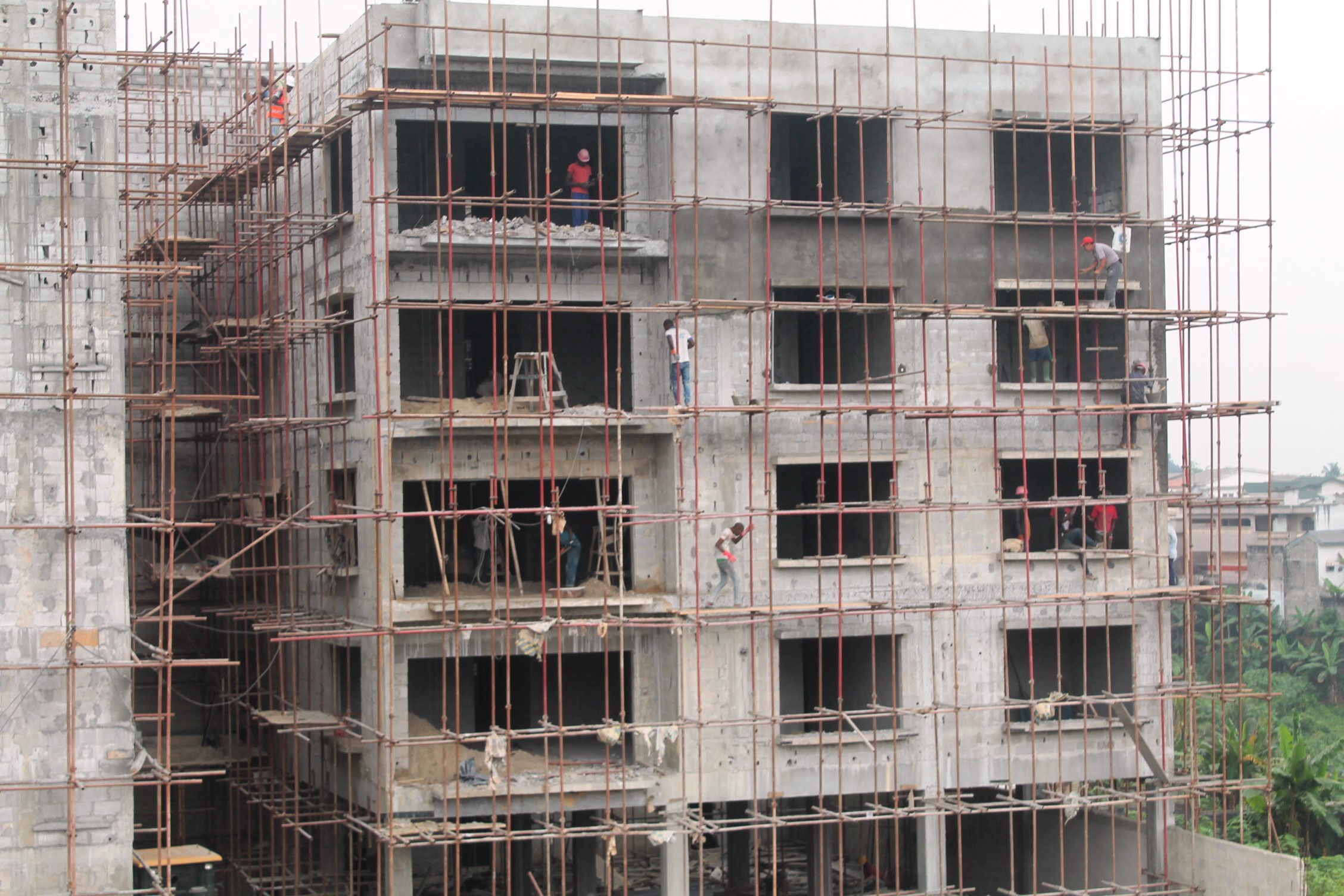
Immeuble en construction en Côte d'Ivoire.
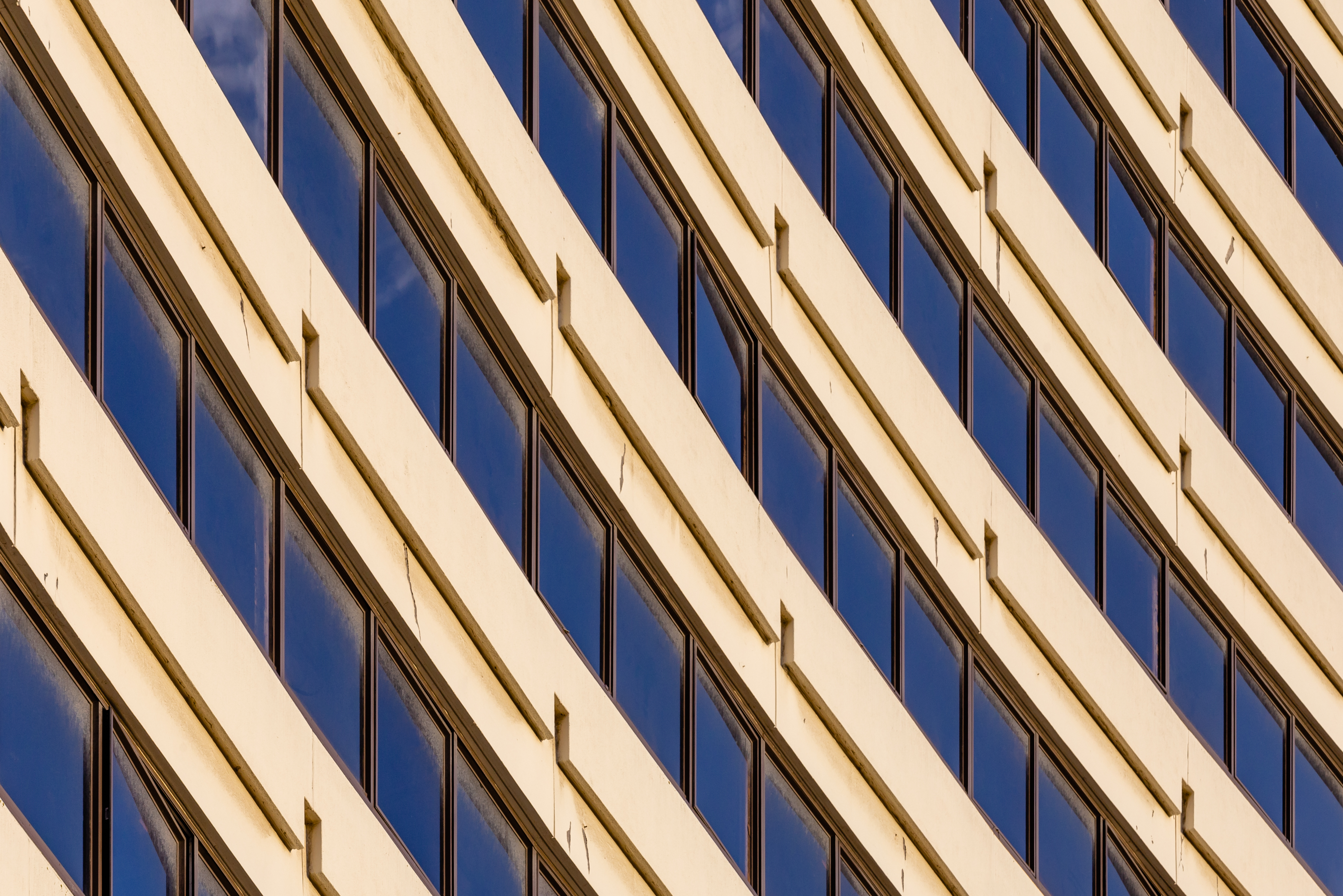
Façade d'immeuble à Christchurch, Nouvelle-Zélande. Février 2020.